# Első Kádár-kormány
Az első Kádár-kormány (vagy szolnoki kormány, a Kádár-korszak szóhasználatában: magyar forradalmi munkás-paraszt kormány) az 1956-os forradalom idején a kommunista hatalom restaurációjára Kádár János vezetésével megalakult minisztertanács volt, melynek tagjai 1956. november 7-én tették le az esküt az Országházban, és 1958. január 28-áig voltak hivatalban.

## Leírása
Szolnokon alakult. Tagjait a Szovjetunió Kommunista Pártja elnökségének november 3-ai ülésén Nyikita Szergejevics Hruscsov pártfőtitkár olvasta fel az ülésre Moszkvába vitt magyar vezetőknek, köztük a Nagy Imre-kormány elmozdítására kiszemelt Kádár Jánosnak.
Kezdetben a Nagy Imre-kormánnyal egyidejűleg, megbízás nélkül működött, majd a szovjet csapatok november 4-i inváziója után átvette a tényleges hatalmat az országban és három nappal később, hetedikén hivatalosan is letették az esküt. A kormány később sok változáson ment keresztül. A Magyar Népköztársaság mindenkori kormányának hivatalos elnevezése egészen az 1970-es évek közepéig magyar forradalmi munkás-paraszt kormány” maradt, amíg egy rendeletben meg nem változtatták a „Magyar Népköztársaság Kormánya” elnevezésre.
Először az ungvári rádió adott hírt a korábban a Nagy Imre-kormányban szereplő Kádár János által vezetett új kormány megalakulásáról, november 4-én öt óra öt perckor. A rádió nem nevezte meg magát az éterben. Először Münnich Ferenc olvasott fel nyílt levelet, amelyben bejelentette, hogy Kádárral, Apró Antallal és Kossa Istvánnal együtt (valamennyien a második Nagy Imre-kormány tagjai) már 1956. november 1-jétől megszüntették a kapcsolatot a Nagy Imre-kormánnyal, amelyből kiléptek. Az általuk Kádár János vezetésével megalakított kormány névsorát maga Kádár olvasta fel.
- Nagy Imre nov. 4-i rádióbeszéde

Nem tudod lejátszani a fájlt?
Percekkel később hangzottak el a Szabad Kossuth Rádióban a szovjet támadás nyomán Nagy Imre drámai mondatai.
Itt Nagy Imre beszél, a Magyar Népköztársaság Minisztertanácsának elnöke. Ma hajnalban a szovjet csapatok támadást indítottak fővárosunk ellen, azzal a nyilvánvaló szándékkal, hogy megdöntsék a törvényes magyar demokratikus kormányt. Csapataink harcban állnak. A kormány a helyén van. Ezt közlöm az ország népével és a világ közvéleményével.
A forradalmi munkás-paraszt kormány tagjai közül Marosán, Dögei és Rónai emlékezések szerint a rádióból értesültek kormánytagságukról. A tagok közül Kádár a november 3-án alakult harmadik Nagy Imre-kormánynak is tagja lett államminiszterként, mert Nagy Imréék nem tudtak árulásáról.
A november végén Romániába hurcolt Nagy Imre a Snagovi feljegyzésekben arról számolt be, hogy Horváth Imre úgy lett külügyminiszter az új kormányban, hogy az általa vezetett kormányküldöttséggel Bécsből volt visszatérőben, mikor a szovjetek akarata ellenére munkatársaival együtt elhurcolták Pozsonyból először Prágába, majd onnan Moszkvába, ahol Horváth részt vett Kádár és Münnich tárgyalásán a Szovjetunió Kommunista Pártja (SZKP) elnökségével. Mindazonáltal Horváth egészen 1958-as haláláig a Kádár-kormány külügyminisztere maradt.

### Helyzetértékelés
Az új kormány helyzetértékelést is adott, amelyet az SZKP Központi Bizottság elnökségének előző esti ülésén szövegeztek. Eszerint az október 23-án indult jogos tömegmozgalom, amely Rákosi és társai párt- és népellenes bűnei ellen, illetve a nemzeti függetlenségért indult, „fasiszta ellenforradalomba torkollott”.
A felolvasott szöveg a társadalom békésnek és kommunizmushűnek tekintett része megrémítését és a forradalmárok megosztását célozta. Többek közt ez hangzott el az ungvári rádióban: „Az ellenforradalmárok egyre arcátlanabbak. Kegyetlenül üldözik a demokrácia híveit, nyilasok és más vadállatok gyilkolják a becsületes hazafiakat, és a mi legjobb elvtársainkat. (…) Kezet emeltek a mi népi demokratikus rendszerünkre. Ez azt jelenti, hogy a gyárakat és az üzemeket vissza akarják adni a kapitalistáknak, a földet a nagybirtokosoknak. Már el is indították Horthy zsandárjait, börtönőreit, az egész átkozott és gyűlöletes elnyomó és kizsákmányoló rendszer képviselőit, hogy a nép nyakára üljenek… A reakciós elemek (…) igen sok becsületes dolgozót – különösen az ifjúság nagy részét – tévesztették meg, akik a mozgalomba becsületes, hazafias szándékkal kapcsolódtak be. Éppen ezért helytelen és bűnös eljárás, ha valaki vádolja ezeket azért, hogy a mozgalomban részt vettek…. felhasználva Nagy Imre kormányának gyöngeségét ellenforradalmi erők garázdálkodnak, gyilkolnak és rabolnak az országban, és attól lehet félnünk, hogy felülkerekednek…. Véget kell vetnünk az ellenforradalmi elemek garázdálkodásának… Mi ezért alakítottuk meg a magyar forradalmi munkás-paraszt kormányt.”

### Az új kormány ígéretei

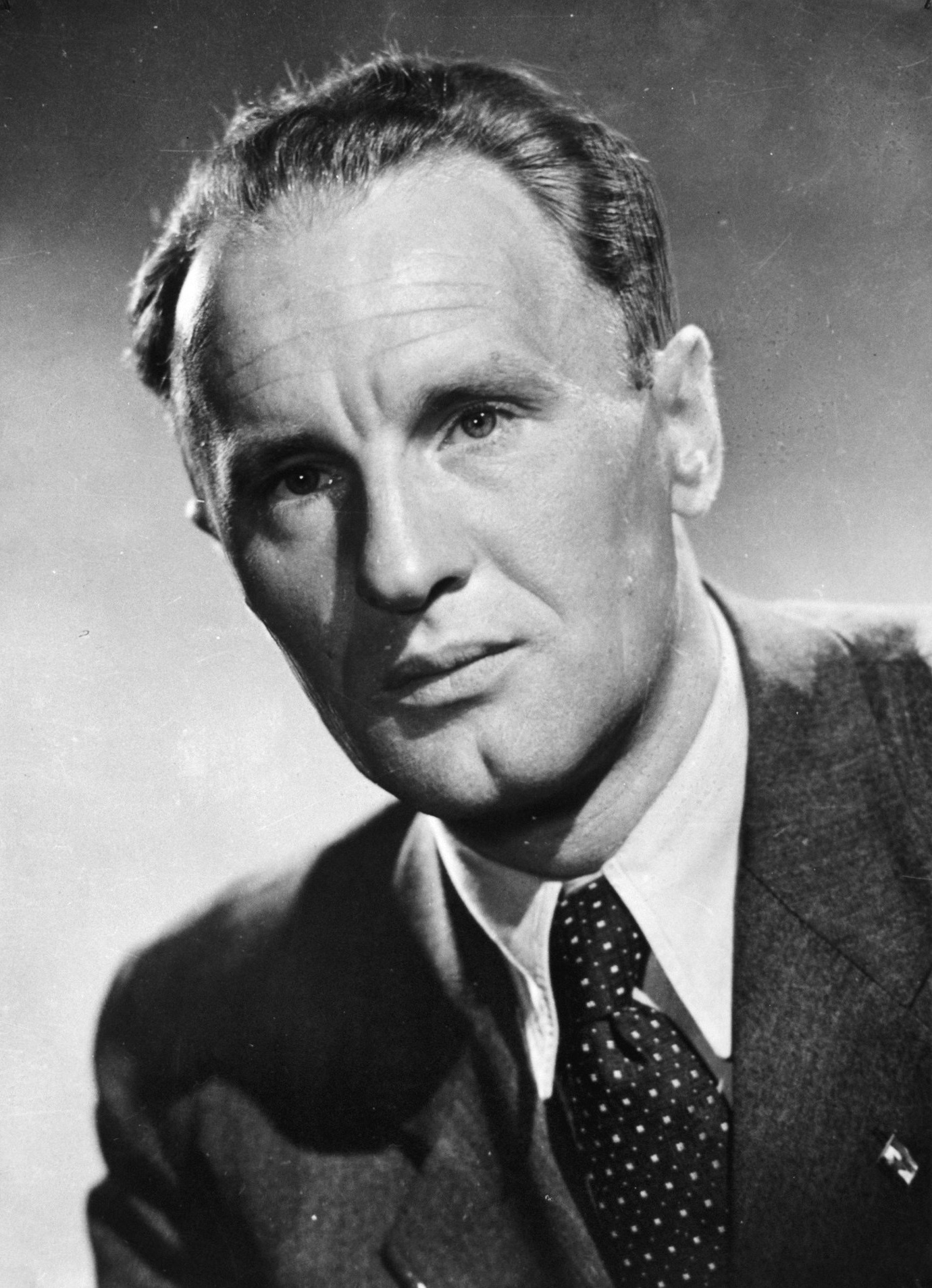
Kádár János, a magyar forradalmi munkás-paraszt kormány elnöke

Kádár a sajtóban, illetve személyes tárgyalások során tett ígéretek sokaságával kezdett neki kormánya konszolidálásához, melyekkel azt sejtette, hogy teljesíteni fogják a forradalom követeléseinek jelentős részét, elbánnak a keményvonalas régi kommunista vezetőgárdával de nem büntetik meg a forradalom résztvevőit. (Az ország semlegességét nem ígérték meg, a szovjet csapatok kivonását azonban igen.)
De az ígéretek jó része nem teljesült: nem lett amnesztia (csak a megtorlás után), már 1957 nyarán újra bevezették a gyűlölt káderlapokat, Nagy Imre csak fogolyként térhetett vissza, a kormányba nem kerültek a kommunista párton kívüli politikusok és nem vonták felelősségre az ÁVH-sokat. Sőt: sokukat beosztották az új kormány karhatalmába.
A kibombázottaknak ugyanakkor nagy összegű gyorssegélyt és kamatmentes kölcsönt adtak, megemelték a fizetéseket és visszamenőleg is kifizették őket, a Népszabadság pedig több riportban számolt be egy „nagyszerű népjóléti rendeletről”, amely szerint a zálogházakat kötelezték a beadott ingóságok ingyenes visszaadására.
Farkas Mihályt és fiát, Vladimirt titkos tárgyaláson 15 év börtönre ítélték, ám büntetésük töredékét ülték csak le, Vladimir 1960-ban, apja pedig 1961-ben amnesztiával szabadult. Ugyanakkor a keményvonalasok egy része, mint Bata István, Piros László, Hidas István, Andics Erzsébet, Berei Andor, Rákosi Mátyás vagy Gerő Ernő valóban kiszorultak a vezetésből.

### Az eskütétel után
Kádárék még 1956-ban tárgyalásokba kezdtek az új kormány politikája ellen sztrájkokkal tiltakozó munkástanácsokkal. A találkozók hamarosan a szívósan ellenálló tárgyalófelek goromba megfélemlítésébe torkolltak, majd a munkástanácsok feloszlatásához vezettek.

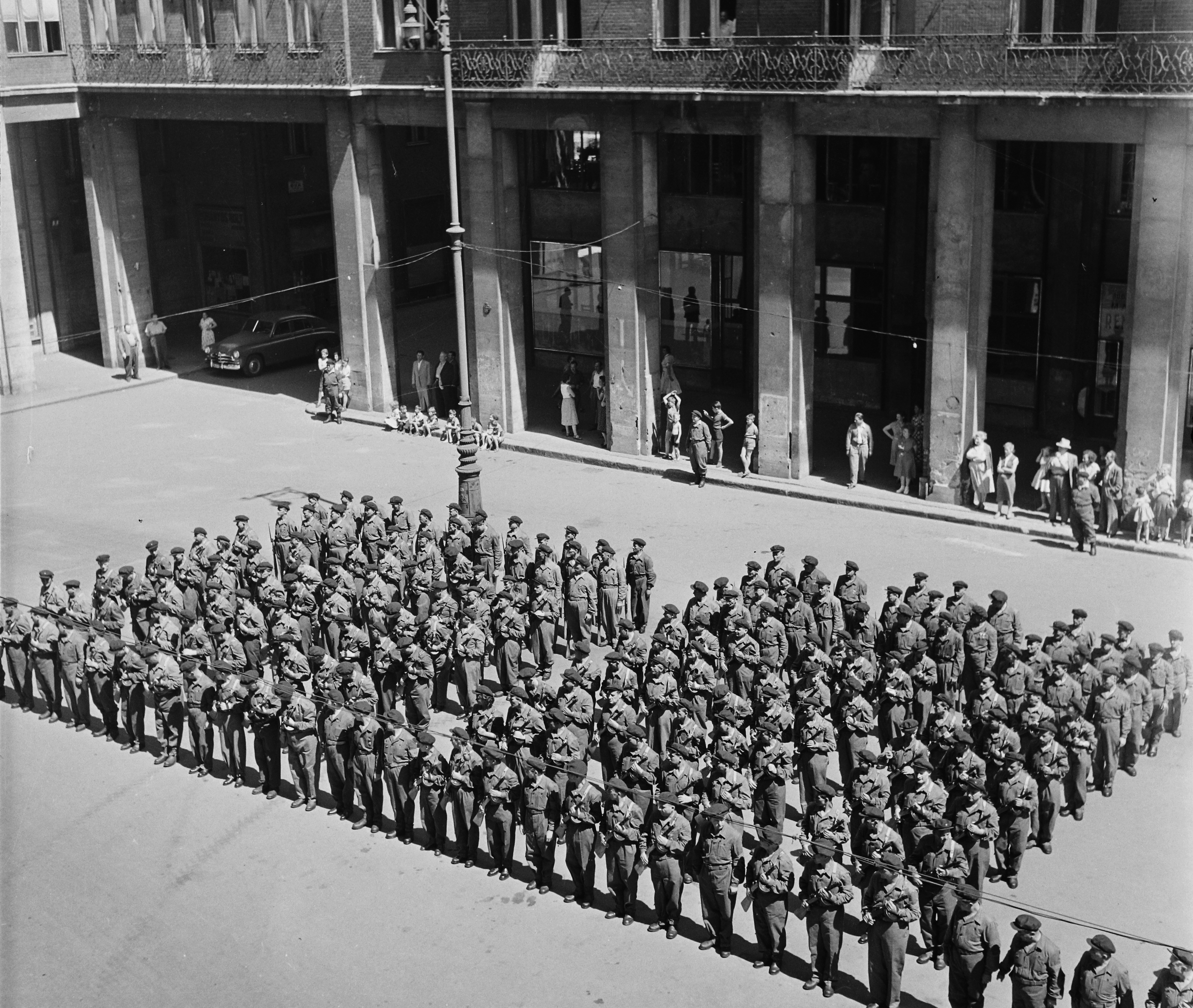
A Magyar Szocialista Munkáspárt Ideiglenes Intéző Bizottsága (MSZMP IIB) 1957. január 29-i ülésén párthatározat születik a Munkásőrség felállításáról

Számos miniszteri tisztség betöltetlen maradt az év hátralevő részében. Ezen minisztériumok egy részét az 1956. évi 33. törvényerejű rendelettel 1957. január 1-jei hatállyal megszüntették, vagy összevonták más minisztériumokkal. Így a Bánya- és Energiaügyi, valamint a Vegyipari minisztériumot összevonták egyetlen Nehézipari Minisztériummá; a Könnyűipari és az Élelmiszeripari Minisztériumot Könnyűipari és Élelmiszeripari Minisztériummá; az Oktatásügyi és a Népművelési Minisztériumot Művelődésügyi Minisztériummá, miközben a Begyűjtési Minisztérium, a Városi és Községgazdálkodási Minisztérium, az Állami Gazdaságok Minisztériuma és az Állami Ellenőrzés Minisztériuma megszűnt az Állami Egyházügyi Hivatallal egyetemben; utóbbi feladatát a Művelődésügyi Minisztérium vette át.
Az új minisztériumok élére 1957. január 1-jétől (létrehozásuk napjától), míg a fennmaradó, kinevezett vezető nélküli minisztériumok egy részének élére március 1-jén, más részének élére pedig május 9-én neveztek ki (a többnyire a minisztériumot addig ideiglenesen vezető) új minisztereket. A kormányban ezután lemondásáig változás már nem történt, számos politikus a következő, Münnich-kormányban is a tisztségében maradt, néhányan pedig még azután is.

## A kormány tagjai
| Tisztség                                                                                         | Név                                                   | Párt                            |
| ------------------------------------------------------------------------------------------------ | ----------------------------------------------------- | ------------------------------- |
| a Minisztertanács elnöke                                                                         | Kádár János                                           | Magyar Szocialista Munkáspárt   |
| a Minisztertanács első elnökhelyettese                                                           | ? – 1957. május 9-éig Münnich Ferenc                  | Magyar Szocialista Munkáspárt   |
| a Minisztertanács második elnökhelyettese                                                        | Apró Antal – 1957. május 9-étől                       | Magyar Szocialista Munkáspárt   |
| földmívelésügyi miniszter                                                                        | Dögei Imre                                            | Magyar Szocialista Munkáspárt   |
| iparügyi miniszter                                                                               | Apró Antal                                            | Magyar Szocialista Munkáspárt   |
| kereskedelemügyi miniszter                                                                       | Rónai Sándor                                          | Magyar Szocialista Munkáspárt   |
| külügyminiszter                                                                                  | Horváth Imre                                          | Magyar Szocialista Munkáspárt   |
| művelődésügyi miniszter (1957. január 1-jétől)                                                   | Kállai Gyula                                          | Magyar Szocialista Munkáspárt   |
| nehézipari miniszter (1957. január 1-jétől)                                                      | Czottner Sándor                                       | Magyar Szocialista Munkáspárt   |
| államminiszter (1957. május 9-étől)                                                              | Marosán György                                        | Magyar Szocialista Munkáspárt   |
| belügyminiszter                                                                                  | betöltetlen – 1957. február 28-áig Biszku Béla        | — Magyar Szocialista Munkáspárt |
| a fegyveres erők és közbiztonsági ügyek minisztere, majd 1957. május 9-étől honvédelmi miniszter | Münnich Ferenc – 1957. március 1-jéig Révész Géza     | Magyar Szocialista Munkáspárt   |
| egészségügyi miniszter                                                                           | betöltetlen – 1957. március 1-jéig Doleschall Frigyes | — Magyar Szocialista Munkáspárt |
| belkereskedelmi miniszter                                                                        | betöltetlen – 1957. március 1-jéig Tausz János        | — Magyar Szocialista Munkáspárt |
| külkereskedelmi miniszter                                                                        | betöltetlen – 1957. március 1-jéig Incze Jenő         | — Magyar Szocialista Munkáspárt |
| igazságügyminiszter                                                                              | betöltetlen – 1957. május 9-éig Nezvál Ferenc         | — Magyar Szocialista Munkáspárt |
| élelmezésügyi miniszter                                                                          | betöltetlen – 1957. május 9-éig Kovács Imre           | — Magyar Szocialista Munkáspárt |
| könnyűipari miniszter                                                                            | betöltetlen – 1957. május 9-éig Nagy Józsefné         | — Magyar Szocialista Munkáspárt |
| kohó- és gépipari miniszter                                                                      | betöltetlen – 1957. május 9-éig Csergő János          | — Magyar Szocialista Munkáspárt |
| pénzügyminiszter                                                                                 | Kossa István – 1957. május 9-éig Antos István         | Magyar Szocialista Munkáspárt   |
| építésügyi miniszter                                                                             | Kilián József – 1957. május 9-éig Trautmann Rezső     | Magyar Szocialista Munkáspárt   |
| munkaügyi miniszter                                                                              | Mekis József – 1957. május 9-éig Kisházi Ödön         | Magyar Szocialista Munkáspárt   |

## Érdekesség
- A Moszkvából Szolnokra érkező Kádár fején friss sérülés nyoma volt látható. Kérdésre válaszolva azt mondta, egy járműből való kiszálláskor szerezte.[3]
- Az 1956 utáni megtorlás során kivégzettek listája